# دالاس (آرکانزاس)
دالاس (به انگلیسی: Dallas) یک منطقهٔ مسکونی در ایالات متحده آمریکا است که در شهرستان پولک، آرکانزاس واقع شده‌است. دالاس ۳۳۵٫۸۹ متر بالاتر از سطح دریا واقع شده‌است.